# Spun
Spun är en amerikansk svart dramakomedi-kriminalfilm från 2002 i regi av Jonas Åkerlund, med manus skrivet av William De Los Santos och Creighton Vero. Rollerna spelas av bland andra Jason Schwartzman, John Leguizamo, Mena Suvari, Patrick Fugit, Peter Stormare, Alexis Arquette, Deborah Harry, Eric Roberts, Brittany Murphy och Mickey Rourke. 

## Handling
Ross är chaufför åt sina vänner, en narkotikatillverkare, en strippa och en som blir tagen av polisen som vill förse honom med dold mikrofon för att spionera på sina vänner.

## Rollista (urval)
- Jason Schwartzman - Ross
- John Leguizamo - Spider Mike
- Mena Suvari - Cookie
- Patrick Fugit - Frisbee
- Brittany Murphy - Nikki
- Mickey Rourke - The Cook
- Peter Stormare - polis #1
- Alexis Arquette - polis #2
- Deborah Harry - den lesbiska grannen
- Josh Peck- kraftig pojke
- Eric Roberts - mannen
- Larry Drake - Dr. K
- Ron Jeremy - bartendern
- Rob Halford - biträdet i porrbutiken

## Om filmen
Filmen är inspelad i Los Angeles och visades första gången den 6 september 2002 på Toronto International Film Festival. Den hade svensk premiär den 5 september 2003 och är tillåten från 15 år.

## Musik i filmen
- Flying High Again, framförd av Ozzy Osbourne
- Monsters
- Rock On, framförd av T. Rex
- Star, framförd av Silverbullit (aka Citizen Bird)
- Gotta Get to Know You, framförd av Foghat
- Number of the Beast, skriven av Steve Harris, framförd av The Djali Zwan
- Freedom Ain't What It Used to Be, skriven av Billy Corgan, framförd av The Djali Zwan
- Walk Like a Motherfucker, framförd av Silverginger 5
- Dr. Feelgood, musik Nikki Sixx och Mick Mars, framförd av Mötley Crüe
- Automatic Lover, framförd av Teddybears Sthlm
- I Love You, framförd av Silverbullit (aka Citizen Bird)
- Spun, framförd av Blonde from Fargo
- Mother North, framförd av Satyricon
- Bellview
- Not So Cool, framförd av Turpentines
- Du Gav Mig Ljusa Minnen, framförd av Vikingarna
- Jerk It Out, framförd av Caesars Palace
- Think You Know, skriven av Billy Corgan, framförd av The Djali Zwan
- Punkrocker, framförd av Teddybears Sthlm
- Arlington Fanfare (USA:s nationalsång)
- Geekstreak, framförd av Hellacopters
- Junkie, framförd av Ozzy Osbourne
- Loving You Sunday Morning, skriven av Klaus Meine, Herman Rarebell och Rudolf Schenker, framförd av The Djali Zwan
- Destroyer of the Worlds, framförd av Bathory
- Above the Candy Store, skriven av Klas Åhlund, framförd av Paola
- Love Is a Battlefield, skriven av Holly Knight och Mike Chapman, framförd av The Djali Zwan
- Revolve, skriven av Billy Corgan, framförd av The Djali Zwan
- 506, framförd av The Leather Nun
- Magnification, skriven av Alan White, Chris Squire, Jon Anderson och Steve Howe, framförd av Yes
- Run Around, framförd av Blues Traveller
- Timeless Heritage
- Gun Law
- Jesus, I Have Taken My Cross, framförd av The Djali Zwan
- Freedom, skriven av Richie Havens, framförd av The Djali Zwan
- Hurdy Gurdy Man, framförd av Donovan Leitch
- Drive, framförd av Robert Halford
- Stupid, framförd av Roxette
- Piano Concerto No 23, skriven av Wolfgang Amadeus Mozart
- Wasting Time, skriven av Billy Corgan, framförd av The Djali Zwan
- Mother North, skriven av Satyr Wongraven, framförd av Satyricon
- Circles, framförd av Blonde form Fargo
- Nobody's Fault, skriven av Alex Greenwald, framförd av Phantom Planet
- Love to Love, skriven av Michael Schenker och Phil Mogg, framförd av The Djali Zwan
- Always, skriven av Irving Berlin, framförd av The Djali Zwan
- Instant Repeater 99, skriven av Karl Åke Kalle Gustafsson, Martin Hederos, Torbjörn Lundberg, Björn Olsson, Christian Person och Fredrik Sandsten, framförd av Soundtrack of Our Lives
- Fuel For Hatred, skriven av Satyr Wongraven, framförd av Satyricon